# Port Wentworth (Géorgie)
Port Wentworth est une ville américaine située dans le comté de Chatham, en Géorgie. Selon le recensement de 2020, sa population est de 10 878 habitants.